# ليوني إليوت
ليوني إليوت (بالإنجليزية: Leonie Elliott)‏ هي ممثلة بريطانية، ولدت في 15 أبريل 1988.

## وصلات خارجية
- ليوني إليوت على موقع IMDb (الإنجليزية)